# Himachal Pradesh
Himachal Pradesh (Hindi: हिमाचल प्रदेश Himācal Pradeś [hɪˈmɑːʧʌl prʌˈdeːʃ]) ist ein indischer Bundesstaat mit einer Fläche von 55.673 Quadratkilometern und einer Bevölkerung von etwa 6,9 Millionen Einwohnern (Volkszählung 2011). Hauptstadt ist Shimla.

## Geographie

Sanglatal (Distrikt Kinnaur)

Himachal Pradesh grenzt an die Unionsterritorien Jammu und Kashmir und Ladakh (Nordosten und Norden) sowie an die Bundesstaaten Punjab (Westen), Haryana (Süden) und Uttarakhand (Südosten), sowie im Osten an Tibet (Volksrepublik China).
Himachal Pradesh besteht zu 67,7 Prozent aus großflächigen Waldgebieten (das entspricht 37.691 km² Staatsfläche), die zu etwa 90 Prozent ausdrücklich als geschützt (siehe Naturschutz) ausgewiesen werden. Weiterhin existieren 32 Schongebiete für Flora und Fauna sowie zwei Nationalparks (Great-Himalayan-Nationalpark, Pin-Valley-Nationalpark).
Geografisch reicht Himachal Pradesh vom Rande der nordindischen Tiefebene über die Hügelketten des Vorderen Himalaya und die noch monsunbestrichenen grünen Täler zwischen den ersten Hochgebirgsketten über den Himalaya-Hauptkamm bis zu ariden Regionen, die geografisch zu Tibet gehören (Spiti, oberes Lahaul und oberes Kinnaur).

### Größte Städte
(Stand: Zensus 2011)
| Stadt        | Einwohner |
| ------------ | --------- |
| Shimla       | 169.578   |
| Solan        | 39.256    |
| Nahan        | 28.899    |
| Mandi        | 26.422    |
| Baddi        | 25.639    |
| Paonta Sahib | 25.183    |
| Sundarnagar  | 24.344    |
| Chamba       | 19.933    |

## Bevölkerung

### Demografie

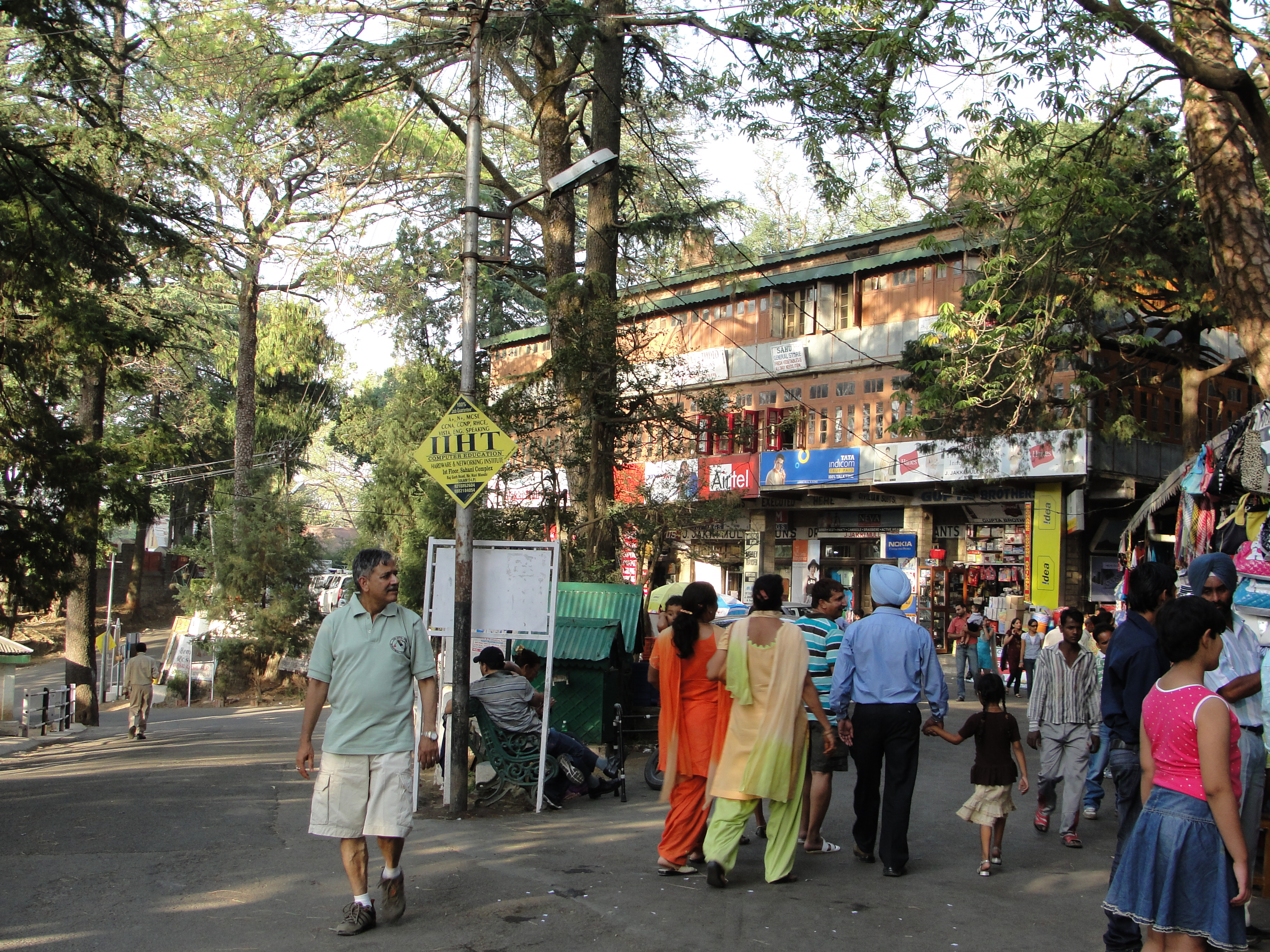
Straßenszene in Kasauli

Nach der indischen Volkszählung 2011 hat Himachal Pradesh 6.864.602 Einwohner. Damit gehört Himachal Pradesh zu den kleineren indischen Bundesstaaten. Gemessen an der Einwohnerzahl steht er an 21. Stelle unter den 28 Bundesstaaten Indiens. Zwischen 2001 und 2011 wuchs die Einwohnerzahl um 13 Prozent und damit langsamer als im Landesmittel (18 Prozent). Wegen des gebirgigen Terrains ist Himachal Pradesh recht dünn besiedelt: Mit 123 Einwohnern pro Quadratkilometer beträgt die Bevölkerungsdichte weniger als ein Drittel des indischen Durchschnitts (382 Einwohner pro Quadratkilometer). Die Bevölkerung ist dabei ungleich verteilt: Während die in den Vorbergen des Himalaya gelegenen Distrikte noch recht dicht besiedelt sind (Spitzenreiter ist der Distrikt Hamirpur mit 407 Einwohnern pro Quadratkilometer), leben in Lahaul und Spiti an der Grenze zu Tibet nur zwei Menschen pro Quadratkilometer. Himachal Pradesh ist stark ländlich geprägt: Nur 10 Prozent der Einwohner des Bundesstaates leben in Städten. Der Urbanisierungsgrad ist damit der niedrigste Indiens. Das Geschlechterverhältnis ist etwas weniger unausgeglichen als im Landesdurchschnitt: Auf 1000 Männer kommen in Himachal Pradesh 972 Frauen, während der entsprechende Wert für Gesamtindien 943 beträgt. Unter den bis zu 6-Jährigen liegt das Geschlechterverhältnis mit 909 aber unter dem indischen Durchschnitt von 919.
83 Prozent der Einwohner Himachal Pradeshs können lesen und schreiben (Männer: 90 Prozent, Frauen: 76 Prozent). Die Alphabetisierungsrate liegt damit deutlich über dem indischen Durchschnitt von 73 Prozent.
Bevölkerungsentwicklung
Zensusbevölkerung von Himachal Pradesh (in den heutigen Grenzen) seit der ersten Volkszählung im Jahr 1951.
| Zensusjahr | Einwohnerzahl |
| ---------- | ------------- |
| 1951       | 2.386.940     |
| 1961       | 2.812,300     |
| 1971       | 3.460.434     |
| 1981       | 4.280.818     |
| 1991       | 5.170.877     |
| 2001       | 6.077.453     |
| 2011       | 6.856.509     |

### Sprachen
Die Hauptsprache Himachal Pradeshs ist das Hindi, die größte Sprache Indiens. Nach der Volkszählung 2001 ist es die Muttersprache von 89 Prozent der Bevölkerung des Bundesstaates. Die meisten Menschen in Himachal Pradesh sprechen im Alltag aber einen der Dialekte, die unter dem Oberbegriff Pahari zusammengefasst werden. Sprachlich unterscheiden sich die Pahari-Dialekte hinreichend vom Standard-Hindi, um als eigene Sprachen klassifiziert werden zu können. Gleichwohl dient das Standard-Hindi in Himachal Pradesh als Amts- und Bildungssprache und dient als Dachsprache für die Pahari-Dialekte. In offiziellen Statistiken wird das Pahari zum Hindi gezählt.
Sechs Prozent der Einwohner Himachal Pradeshs sprechen Panjabi, die Hauptsprache des Nachbarbundesstaates Punjab, als Muttersprache, weitere 1,2 Prozent Nepali. Während diese Sprachen allesamt zur indoarischen Sprachgruppe gehören, sind im Hochgebirge an der Grenze zu Tibet tibetobirmanische Sprachen verbreitet: In Kinnaur wird Kinnauri gesprochen, in Lahaul und Spiti Lahauli. Wegen der geringen Bevölkerungsdichte dieser Regionen fallen die Sprecher dieser Sprachen mit 1,1 bzw. 0,3 Prozent der Gesamtbevölkerung Himachal Pradeshs aber kaum ins Gewicht. Ebenfalls 0,3 Prozent entfallen auf die Sprecher des Tibetischen unter der exiltibetischen Gemeinde.
Alleinige Amtssprache Himachal Pradeshs ist das Hindi. Englisch ist wie in ganz Indien als Verkehrs- und Bildungssprache präsent.

### Religionen
Himachal Pradesh ist stark hinduistisch geprägt: Nach der Volkszählung 2001 machen Hindus 95 Prozent der Bevölkerung des Bundesstaates aus. Von allen indischen Bundesstaaten hat Himachal Pradesh den höchsten Bevölkerungsanteil von Hindus. Muslime sind mit 2 Prozent nur eine kleine Minderheit. Jeweils etwas über 1 Prozent der Einwohner Himachal Pradeshs sind Sikhs und Buddhisten. Die Buddhisten konzentrieren sich vor allem auf die Grenzregion zu Tibet. Im Distrikt Lahaul und Spiti stellen sie die Bevölkerungsmehrheit.

## Geschichte

Entwicklung des Unionsterritoriums und später Bundesstaats Himachal Pradesh (P.E.P.S.U. = Patiala and East Punjab States Union)

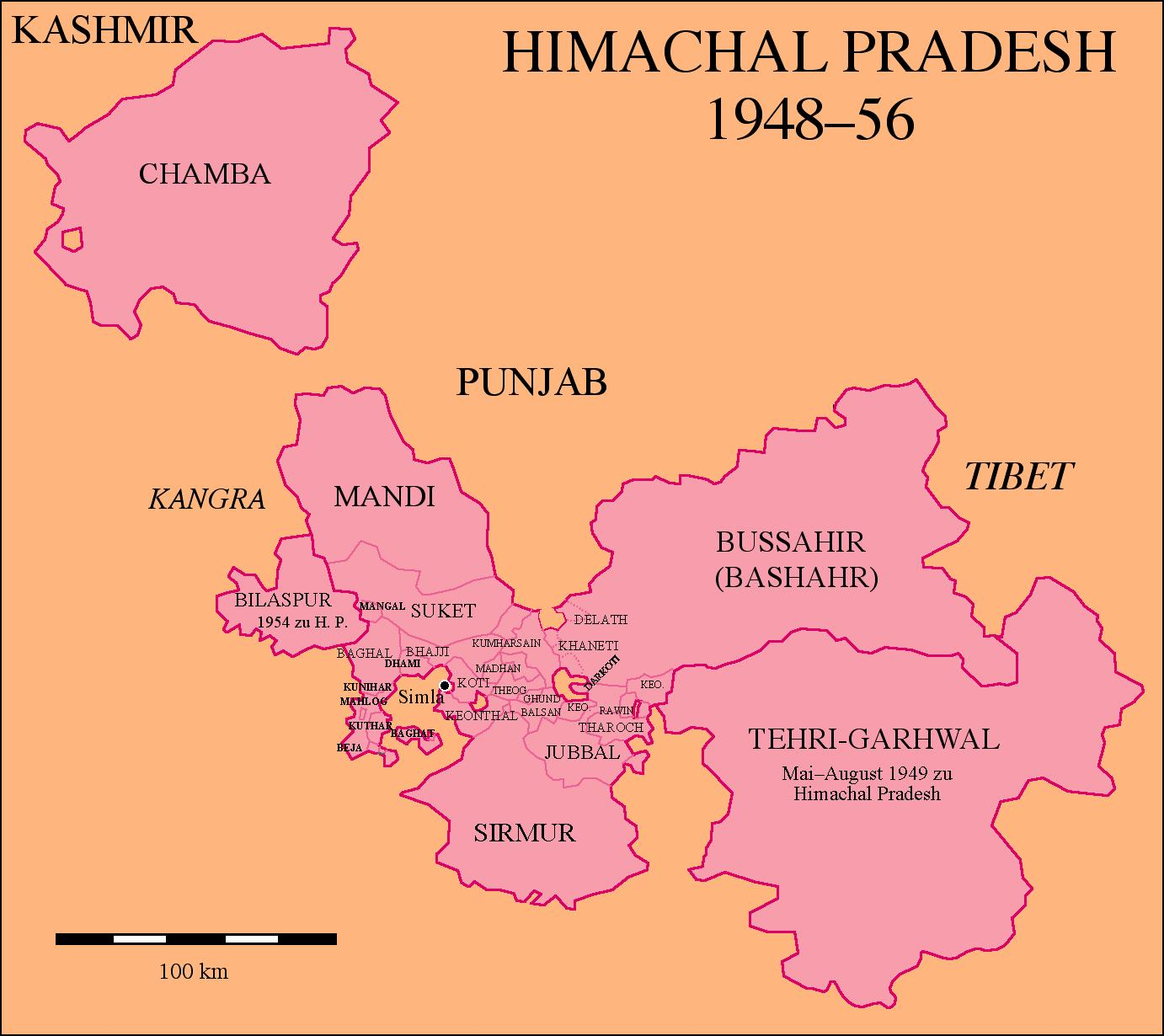
Himachal Pradesh (1948–56)

Himachal Pradesh entstand am 15. April 1948 durch Zusammenschluss von 31 zum Teil sehr kleinen Fürstenstaaten des Punjab (Punjab Hill States) in Britisch-Indien. Am 26. Januar 1950 wurde diese Union ein C-Staat mit einem von der Zentralregierung eingesetzten Gouverneur der Indischen Union (siehe Geschichte Indiens). Am 1. Juli 1954 wurde Bilaspur angeschlossen, am 1. November 1956 wurde der Staatenbund durch die Auflösung der Fürstenstaaten im States Reorganisation Act ein „Unionsterritorium“. Am 1. November 1966 wurde das Bergland im Norden des Bundesstaates Punjab an Himachal Pradesh angeschlossen und am 25. Januar 1971 erhielt das Unionsterritorium den Status eines eigenen Bundesstaats.
Himachal Pradesh hatte 1951 eine Fläche von ca. 27.500 km² und 989.400 Einwohner. Hauptstadt war Shimla. Die größten Staaten waren Bussahir, Chamba, Sirmoor, Mandi, Bilaspur, Suket, Jubbal und Keonthal. Tehri Garhwal gehörte nur von Mai bis August 1949 zu Himachal Pradesh. Heute hat der Bundesstaat knapp 7 Millionen Einwohner bei einer Fläche von ca. 55.673 km².

## Politik

### Politisches System
Die Legislative Himachal Pradeshs besteht aus einem Einkammernparlament, der Himachal Pradesh Legislative Assembly oder Himachal Pradesh Vidhan Sabha. Die 68 Abgeordneten des Parlaments werden alle fünf Jahre durch Direktwahl bestimmt. Das Parlament hat seinen Sitz in der Hauptstadt Shimla.
Der Chief Minister (Regierungschef) Himachal Pradeshs, wird vom Parlament gewählt. An der Spitze des Bundesstaats steht jedoch der vom indischen Präsidenten ernannte Gouverneur (Governor). Seine Hauptaufgaben sind die Ernennung des Chief Ministers und dessen Beauftragung mit der Regierungsbildung. Höchster Gerichtshof Himachal Pradeshs ist der High Court of Himachal Pradesh mit Sitz in Shimla.
Himachal Pradesh stellt vier Abgeordnete in der Lok Sabha, dem Unterhaus des indischen Parlaments, und drei in der Rajya Sabha, dem indischen Oberhaus.

### Parteien
Die Parteipolitik Himachal Pradeshs wird von zwei überregionalen Parteien, dem Indischen Nationalkongress (INC) und der Bharatiya Janata Party (BJP) dominiert. Seit Ende der 1990er Jahre wechseln sich diese beiden Parteien regelmäßig an der Macht ab. Die Parlamentswahl 2012 konnte die Kongresspartei für sich entscheiden: Sie gewann 36 Wahlkreise und kam so knapp auf eine absolute Mehrheit im Parlament. Die zuvor regierende BJP folgte abgeschlagen mit 26 Sitzen. Als Ergebnis der Wahl wurde der Kongress-Politiker Virbhadra Singh zum Chief Minister Himachal Pradeshs gewählt. Er hatte das Amt zuvor bereits 1983–90, 1993–98 und 2003–07 inne. Bei der gesamtindischen Parlamentswahl 2014 war in Himachal Pradesh dagegen die landesweit siegreiche BJP erfolgreich. Die Partei gewann alle vier Wahlkreise des Bundesstaates für sich. Die BJP konnte auch die anschließende Wahl zum Parlament von Himachal Pradesh am 9. November 2017 für sich entscheiden. Am 27. Dezember 2017 wurde Jai Ram Thakur als neuer Chief Minister einer BJP-geführten Regierung vereidigt. Die folgende Parlamentswahl am 12. November 2022 wurde durch die Kongresspartei gewonnen. Am 11. Dezember 2022 trat Sukhvinder Singh Sukhu das Amt als neuer Chief Minister an.

## Verwaltungsgliederung

Distrikte Himachal Pradeshs

Der Bundesstaat Himachal Pradesh ist in folgende zwölf Distrikte untergliedert (Daten nach der Volkszählung 2011):
| Distrikt         | Verwaltungs- sitz | Fläche in km² | Einw. (2011) | Ew./km² |
| ---------------- | ----------------- | ------------- | ------------ | ------- |
| Bilaspur         | Bilaspur          | 1.167         | 381.956      | 327     |
| Chamba           | Chamba            | 6.522         | 519.080      | 80      |
| Hamirpur         | Hamirpur          | 1.118         | 454.768      | 407     |
| Kangra           | Dharamsala        | 5.739         | 1.510.075    | 263     |
| Kinnaur          | Rekong Peo        | 6.401         | 84.121       | 13      |
| Kullu            | Kullu             | 5.503         | 437.903      | 80      |
| Lahaul und Spiti | Keylong           | 13.841        | 31.564       | 2       |
| Mandi            | Mandi             | 3.950         | 999.777      | 253     |
| Shimla           | Shimla            | 5.131         | 814.010      | 159     |
| Sirmaur          | Nahan             | 2.825         | 529.855      | 188     |
| Solan            | Solan             | 1.936         | 580.320      | 300     |
| Una              | Una               | 1.540         | 521.173      | 338     |

## Sonstiges
Himachal Pradesh hat mit 99,99 Prozent eine der höchsten Elektrifizierungsraten unter den indischen Bundesstaaten.
Im Moment wird Himachal Pradesh zur „Nr.1 in hydro power“ in Indien ausgebaut.
Himachal Pradesh hat ein weitverzweigtes Bildungssystem und deshalb die dritthöchste Alphabetisierungsrate unter den indischen Bundesstaaten.
Oberhalb der Stadt Dharmshala, im Westen Himachal Pradeshs vor der ersten hohen Bergkette des Himalaja gelegen,
hat der 14. Dalai Lama seinen Exilwohnsitz. Auch wohnen hier (und in Manali) sehr viele 1959 und danach geflüchtete Exiltibeter.
Mit einem Wert von 0,706 erreichte Himachal Pradesh 2015 den dritten Platz unter den 29 Bundesstaaten Indiens im Index der menschlichen Entwicklung.